# 最強馬券師決定戦!競馬バトルロイヤル
『最強馬券師決定戦!競馬バトルロイヤル』（さいきょうばけんしけっていせん けいばバトルロイヤル）は、MONDO TVで放送されている競馬番組。2016年4月1日放送開始
現在までにレギュラーシリーズを6期、スペシャルを2度放送している（タイトルは第1期のみ無印で、以降タイトルの語尾に数字が、スペシャルはSPと標記される）。

## 概要
基本的に、中央競馬での対戦であり（第6期では地方競馬での対戦も行われた）、MONDO TVで放送されているパチンコ及びパチスロリーグ同様、5人での総当たり戦が行われる。メンバーは毎回、競馬専門紙、スポーツ新聞の記者や予想家等の専門家や競馬関係者、競馬好きなタレントから構成される。シーズンごとのメンバー入替は、パチンコ、パチスロリーグ同様に明確な入替戦等は無い。

## 対戦ルール
- （前述の通り）5人全員との、総当たり戦で対戦は行われる。
- 軍資金は10万円で、全金額を使い切らなければならない（軍資金を使い切っても、的中した馬券を払戻して使用できる上、それらを使い切った後に自腹での参加は認められるがマイナスの場合、自腹の分もマイナスとして加算される）。
- 開催される12レース中、8レース以上に参加しなければならない（基本的に、ロケ地の競馬場で開催されているレースのみで、仮にロケ地以外の競馬場開催のレースを購入しても成績には反映されない（出演者によっては、プライベート用の馬券を購入しているケースもあるがこれも反映されない）。また、出演者個人の仕事や所用で参加できない場合も8レース以上参加しなければならず、出演者によっては馬券をあらかじめ購入して収録を離れる場合もある。参加レースが8レースに満たない場合、失格となる(と番組内で説明があるが、2022年2月現在失格者の発生が無い為処罰については不明)）。
- 予定されているレースが、開催途中で中止になった場合は特別ルールとして、開催されている他の競馬場での勝負が認められる場合がある（東京競馬場の雹雨による中止で、急遽開催されている京都競馬場のレースでの勝負が行われたケースがある。その際、出演者の一人が参加レースが８レースに満たない場合はお蔵入りになると示唆していたが、詳細は不明）。
- 購入した馬券に、出走取消や競走除外等の返還が発生した場合、返還分についても馬券収支(プラス)として扱われる。
- 所持金から軍資金を引いた金額が馬券収支となる（馬券収支は、1円=1ptとして計算される。例えば、所持金0円の場合、軍資金の10万円を引いて-10万ptという計算になる）。
- 対戦は、馬券収支が(プラス側に)多い方が勝者となり勝利ポイント（10万pt）が加算される(引き分けの場合、両者とも勝利ポイントが半分(5万pt)加算される)。
- 全対戦終了後、ptが多い上位2名による優勝決定戦が行われる（優勝決定戦もルールはリーグ戦とほぼ同様）。
- SPは、チーム芸能人とチームバトルロイヤルに分かれ対戦し、軍資金は各チーム30万円で12レース中6レース以上参加しなければならない。
- 優勝決定戦は、リーグ戦1位通過者にアドバンテージとして5万ptが付与される。
- 第5期では、従来のリーグ戦、優勝決定戦を行い優勝者は頂上決戦として弥永明郎と2戦行うこととなった。
- 頂上決戦は2日行われ、1日ごとに軍資金10万円が支給され1日目の収支は2日目に引き継ぐ（アドバンテージはなし、1日目の残金は2日目の馬券収支に含まれテロップ表示される）。
- 2日間の馬券収支の合算が（プラス側に）多い方が、そのシリーズの王者となる（頂上決戦もルールはリーグ戦、優勝決定戦とほぼ同様）。
- 第6期では、従来の出演者5人の総当たり戦→優勝決定戦に戻り、大井競馬場での対戦から開幕した。馬券購入は、タブレット端末を利用したインターネット投票を利用しており、購入した馬券についてはホワイトボードに出演者が手書きで記入して発表する。
- 第6期の優勝決定戦後、龍虎戦としてこれまでの出演者二人一組でのチーム戦が行われた（ルールはSPに準じる）。

## 現在の出演者
- 弥永明郎（馬サブロー）（第1期～）
- 辻三蔵（フリー）（第1期～）
- 若原隆宏（東京中日スポーツ）（第1期～第3期、第6期～）
- 小島友実（フリーアナウンサー）（第5期～）
- 安中貴史（競馬ブック）（第6期～）
- 鈴木ショータ（競馬エイト（現在はフリー））（第1期～第6期）
- じゃい（インスタントジョンソン）第1期、第6期）
- 京増真臣（研究ニュース）第4期、第6期

ナレーション
- 木村昴

## 過去の出演者
- 斉藤修（フリー）第2期
- 井上オークス（フリー）第3期
- 津田麻莉奈（元SDN48）第4期・第5期
- 海老原雄二（株式会社レックス）第5期

## SP出演者
チームバトルロイヤル
- 弥永明郎(#1、#2)
- 辻三蔵(#1、#2)
- 若原隆宏(#2)

チーム芸能人
- レッド吉田（TIM）(#1、#2)
- 徳井健太（平成ノブシコブシ）(#1)
- 篠崎愛(#1)
- 山根良顕(アンガールズ)(#2)
- 柳いろは(#2)

## 放送時間
- 初回放送は隔週金曜日23:30‐24:00（リピート放送あり）
- SPは60分放送（初回放送は#1が2018年10月11日23:30‐24:30、#2が2019年8月16日23:30-24:30）